# Chrysopodes varicosus
Chrysopodes varicosus är en insektsart som först beskrevs av Navás 1914.  Chrysopodes varicosus ingår i släktet Chrysopodes och familjen guldögonsländor. Inga underarter finns listade i Catalogue of Life.